# زیرکوتوله
زیرکوتوله (به انگلیسی: Subdwarf) یک ستاره با رده تابندگی VI زیر راژمان رده‌بندی بینابی یرکیز است. آن‌ها به‌عنوان ستاره‌ها با تابندگی ۱.۵ به ۲ برز پایین‌تر از ستاره‌های رشته اصلی از همان گونه بینابی تعریف می‌شوند. بر یک نمودار هرتسپرونگ-راسل زیرکوتوله‌ها با قرار گرفتن زیر رشته اصلی پدیدار می‌شوند.
ترم "زیرکوتوله" توسط ژرارد کویپر در ۱۹۳۹ برساخته شد، برای بازبردن به یک سری از ستاره‌ها با بیناب‌های ناسان که پیشتر به‌عنوان "کوتوله‌های سفید اندرمیانی" برچسب‌زده می‌شدند.